# Aéroport de Buka
L'aéroport de Buka code IATA : BUA • code OACI : AYBK, est un aéroport desservant l'île Buka situé la région autonome de Bougainville  en Papouasie-Nouvelle-Guinée.
Il est situé à l'extrémité sud de l'île, près du détroit de Buka (en) qui la sépare de l'île Bougainville.

## Historique

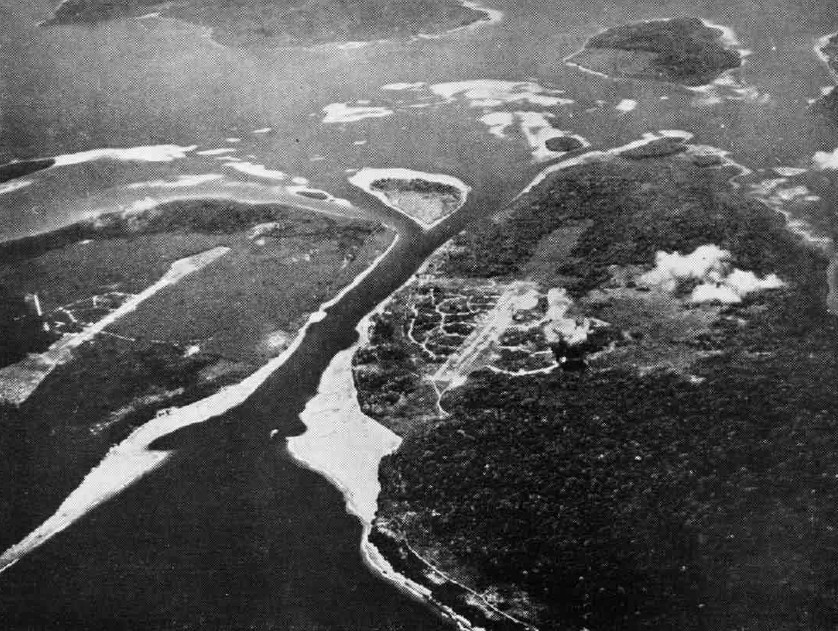
Le passage de Buka photographié par l'armée américaine en 1943. Deux aérodromes japonais sont visibles, l'aérodrome de Buka (au centre) et l'aérodrome de Bonis (à gauche) qui est désaffecté depuis la Seconde Guerre mondiale.

Les origines de l'aérodrome remontent à 1941 au début de la Guerre du Pacifique, lorsque les troupes australiennes construisirent des fosses à canons autour d'une piste d'atterrissage primitive en décembre 1941. Le 2 janvier 1942, à l'approche des Japonais, ils préparèrent l'aérodrome à la démolition, percèrent des trous dans la piste et installèrent des rondins et des tuyaux pour empêcher les avions d'atterrir. Le lendemain, des ordres furent donnés pour réparer le terrain afin que les avions évacuant Rabaul puissent atterrir. L'aérodrome fut occupé par les Japonais à la mi-mars 1942.
En décembre 1942, l'aérodrome est amélioré par les Japonais avec un revêtement en bitume, une centrale électrique, des réservoirs de carburant souterrains et de nouvelles casemates et tranchées. Le 13 mai 1943, les reconnaissances alliées ont observé 36 chasseurs et 6 bombardiers sur la piste d'atterrissage. En 1943, l'aérodrome est attaqué à plusieurs reprises par des bombardiers alliés, créant de nombreux cratères sur la piste et dans d'autres zones.
En janvier 1944, les Alliés chassent les Japonais de Buka et l'aérodrome est utilisé pour des opérations contre les Japonais au-dessus de la Nouvelle-Guinée. Un détachement du 419th Night Fighter Squadron de l'USAAF utilise l'aérodrome entre janvier et mai 1944.
Aujourd'hui, l'aéroport reste le principal accès aérien de Bougainville notamment après l'abandon de l'aérodrome de Buin endommagé pendant la guerre civile.

## Installations
L’aéroport est à 11 mètres au-dessus du niveau moyen de la mer. Il a une unique piste désignée 04/22 avec une surface asphaltée mesurant 1 562 mètres de long.

## Situation
| Alotau Awaba Baimuru Balimo Bosset Buka Bulolo Daru Efogi Fane Goroka Hoskins Itokama Kagi Kamusi Kavieng Kerema Kikori Kiunga, Kokoda Lihir Kundiawa Lae Lac Murray Lorengau Losuia Madang Manari Mendi Milei Île Misima Moro Mount Hagen Nomad River Obo Ononge Popondetta Port Moresby Rabaul Sasereme Suki Tabubil Tapini Tari Tufi Vanimo Wabo Wanigela Wapenamanda Wewak Wipim Woitape |

## Compagnies aériennes et destinations
| Compagnies  | Destinations                                     |
| ----------- | ------------------------------------------------ |
| Air Niugini | Lae (Nadzab) (en), Port Moresby-Jacksons, Rabaul |
| PNG Air     | Rabaul                                           |